# Понт-Эбер (кантон)
Понт-Эбер (фр. Pont-Hébert) — кантон во Франции, находится в регионе Нормандия, департамент Манш. Входит в состав округа Сен-Ло.

## История
Кантон образован в результате реформы 2015 года . В него были включены упраздненные кантоны Сен-Жан-де-Де и Сен-Клер-сюр-л'Эль, а также три коммуны упраздненного кантона Сен-Ло-Уэст.
В 2016-2018 годах в составе кантона произошли изменения: с 1 января 2016 года коммуна Нотр-Дам-д'Эль вошла в состав новой коммуны Сен-Жан-д'Эль; с 1 января 2017 года коммуна Ле-Шам-де-Лоск вошла в состав новой коммуны Ремийи-ле-Маре; с 1 января 2018 года коммуна Ле-Омме-д'Артене вошла в состав коммуны Понт-Эбер.
1 января 2019 года коммуна Монмартен-ан-Грень и коммуны Брюшвиль, Вьервиль, Кас, Сент-Илер-Петивиль кантона Карантан-ле-Маре вошли в состав коммуны Карантан-ле-Маре.

## Состав кантона с 1 января 2019 года
В состав кантона входят коммуны (население по данным Национального института статистики за 2018 г.):
- Аминьи (150 чел.)
- Бериньи (429 чел.)
- Вилье-Фоссар (650 чел.)
- Грень-Мениль-Анго (808 чел.)
- Кавиньи (263 чел.)
- Карантан-ле-Маре (604 чел., ассоциированная коммуна Монмартен-ан-Грень)
- Кувен (525 чел.)
- Ла-Моф (1 026 чел.)
- Ле-Дезер (593 чел.)
- Ле-Мениль-Винерон (118 чел.)
- Ле-Мениль-Руселен (504 чел.)
- Моон-сюр-Эль (823 чел.)
- Понт-Эбер (1 932 чел.)
- Рампан (203 чел.)
- Сен-Жан-де-Де (635 чел.)
- Сен-Жан-де-Савиньи (444 чел.)
- Сен-Жермен-д'Эль (224 чел.)
- Сен-Жорж-д'Эль (396 чел.)
- Сен-Жорж-Монкок (924 чел.)
- Сен-Клер-сюр-л'Эль (957 чел.)
- Сен-Пьер-де-Семийи (449 чел.)
- Сен-Фромон (769 чел.)
- Сент-Андре-де-л'Эпин (547 чел.)
- Серизи-ла-Форе (1 031 чел.)
- Трибеу (527 чел.)
- Эрель (550 чел.)

## Политика
На президентских выборах 2022 г. жители кантона отдали в 1-м туре Эмманюэлю Макрону 31,4 % голосов против 28,9 % у Марин Ле Пен и 13,7 % у Жана-Люка Меланшона; во 2-м туре в кантоне победил Макрон, получивший 54,6 % голосов. (2017 год. 1 тур: Марин Ле Пен – 24,9 %, Эмманюэль Макрон – 24,7 %, Франсуа Фийон – 20,3 %, Жан-Люк Меланшон – 14,3 %; 2 тур: Макрон – 64,8 %. 2012 год. 1 тур: Николя Саркози — 29,0 %, Франсуа Олланд — 26,8 %, Марин Ле Пен — 18,7 %; 2 тур: Саркози — 50,4 %).
С 2021 года кантон в Совете департамента Манш представляют мэр коммуны Сен-Пьер-де-Семийи Жан-Клод Бро (Jean-Claude Braud) и мэр коммуны Сен-Жан-де-Де Николь Годар (Nicole Godard) (оба — Разные правые).
|                | Кандидаты                  | Партия                   | Первый тур | Первый тур     | Второй тур | Второй тур |
| Кол-во голосов | Кандидаты                  | Партия                   | % голосов  | Кол-во голосов | % голосов  |            |
| -------------- | -------------------------- | ------------------------ | ---------- | -------------- | ---------- | ---------- |
|                | Жан-Клод Бро Николь Годар  | Разные правые            | 2 943      | 77,24          | 2 947      | 79,33      |
|                | Ванесса Лансело Жерар Лене | Национальное объединение | 1 561      | 26,66          | 1 737      | 29,16      |

|                | Кандидаты                   | Партия                        | Первый тур | Первый тур     | Второй тур | Второй тур |
| Кол-во голосов | Кандидаты                   | Партия                        | % голосов  | Кол-во голосов | % голосов  |            |
| -------------- | --------------------------- | ----------------------------- | ---------- | -------------- | ---------- | ---------- |
|                | Жан-Клод Бро Николь Годар   | Союз демократов и независимых | 2 542      | 43,42          | 4 219      | 70,84      |
|                | Лор Лапорт Ришар Форже      | Национальный фронт            | 1 561      | 26,66          | 1 737      | 29,16      |
|                | Кристоф Бара Сильви Ле Блон | Разные правые                 | 1 051      | 17,95          |            |            |
|                | Кристиан Аллен Клер Муке    | Европа Экология Зелёные       | 701        | 11,97          |            |            |